# نعناترنجی
نَعناتُرَنجی با برگاموت (نام علمی: Monarda) نام یک سرده از تیره نعنائیان است.